# 赤沢村 (福島県)
赤沢村（あかざわむら）は福島県大沼郡にあった村。現在の会津美里町北部、只見線会津高田駅の北西一帯にあたる。

## 歴史
- 1889年（明治22年）4月1日 - 町村制の施行により、赤留村、八木沢村、雀林村、寺崎村の区域をもって発足。
- 1955年（昭和30年）3月31日 - 高田町、永井野村、尾岐村、東尾岐村、旭村、藤川村と合併して会津高田町が発足。同日赤沢村廃止。

## 交通

### 鉄道路線
村域を日本国有鉄道会津線（現・只見線）が通過していたが、駅は所在しなかった。